# 里仲菜月
里仲 菜月（さとなか なつき、2003年7月10日 - ）は、日本の女性アイドル、グラビアアイドル。茨城県出身。ヴェルヴェットマネージメント所属、サンミュージック出版と業務提携。女性アイドルユニットTask have Funのメンバー。

## 略歴
小学5年生の時に原宿でスカウトされ、芸能事務所ヴェルヴェットマネージメントに所属。2015年、スキマスイッチのシングル「LINE」のカバーモデルが初仕事だった。1年のレッスン期間を経て、熊澤風花・白岡今日花と共に新ユニットを結成。
2016年2月、仮名「TASK part ONE」としてアイドル活動を開始。ユニット名が『Task have Fun』（タスク・ハブ・ファン）に決定し、5月にシングルデビュー。以後、数多くのライブに出演。
2017年5月、Task have Funの4thシングル「3WD」が話題となり、以降ユニットは大きく知名度を上げる。10月、初のラジオ番組レギュラー出演開始。
2020年5月、Task have Fun名義で、ハロー!プロジェクトで知られる音楽プロデューサー・つんく♂とコラボプロジェクトを開始。同月、大手のイベンター組織 @JAM（アットジャム）10周年企画のナビゲーターユニット『S.T.O』（エスティーオー）のメンバーに選出。8月にシングルデビューし、大型アイドルフェス『@JAM ONLINE FESTIVAL 2020』までの期間限定で活動。7月、YouTubeチャンネルを開設。
2022年11月25日、体調不良による休養を発表した。翌2023年3月末から活動再開。9月、初出演映画「女バド!」が公開。
2024年4月、サンミュージック出版と業務提携。5月、『週刊プレイボーイ』23号にて水着グラビアを解禁し、初のデジタル写真集をリリース。以降はグラビアアイドルとしても活動している。

## 人物
愛称は「なっちゃん」「サトナカ」など。明朗で冗舌ながら落ち着いた会話もできて、あまり物怖じしないタイプ。
家族には兄がいる。両親、祖父ともに元自衛官で、生まれ持っての運動家系。
趣味はアニメ鑑賞（『鬼滅の刃』『呪術廻戦』『ハイキュー!!』『僕のヒーローアカデミア』など）・音楽鑑賞・散歩。敬愛するアイドルは『フェアリーズ』『わーすた』など。身体能力が高く、特技はバレーボールなど運動全般。
好きな食べ物はローストビーフ・キムチ・豚キムチ・ビターチョコ・磯辺揚げ・アイス・ピザ・ジャンクフードなど。
髪型はデビュー時からロングヘアで定着している。Task have Funではベレー帽がトレードマーク。

## Task have Fun関連
同僚の熊澤風花・白岡今日花よりも年下なことから、妹分的立ち位置になる場合もある。メンバーの中では最も体力的ポテンシャルがあるため、ダンススキルなどが高い。
業界に入る前は「それなりにこなせば、物事は進んで行くんだろう」と簡単なイメージをしていたが、現在では「アイドル活動を舐めていた」と自省している。また、活動初期には観客が3人だけだった時もあったが、「むしろ目の前の3人を楽しませようという気持ちだったし、自分も楽しかった」とプラス思考な面も見せている。
2022年11月から暫くの休養については、心身のストレス・苦悩によるものと語っている。2020年代の世界的なコロナ禍の事情で制限された状況が長引き、対策として無観客のオンライン配信が多くなっていった。それが自身にとって「目の前に観客がいない全力パフォーマンスに何の意味があるのか」と苦悩する日々が続き、そのストレスが限界に達したと後に説明している。
ユニットがデビューしたのは、公式で2016年5月としている。ただしレッスンの段階で熊澤・白岡と出会ったのは前年の夏頃からで、正式デビューまで約1年の期間を要した。打ち解け始めたのは冬頃と熊澤が明かしている。デビューしてから徐々に結束を高め、3年目の頃には「現メンバー以外の組み合わせはあり得ない」といった発言をしている。

## 作品

### 写真集
- デジタル
  - 週プレ PHOTO BOOK「エチュード」（2024年5月20日、集英社、撮影：カノウリョウマ）
  - 週プレ PHOTO BOOK「こっち向いて、なっちゃん！」（2024年9月9日、集英社、撮影：カノウリョウマ）[22]
  - YJ PHOTO BOOK「このFRESHを見よ！」（2024年11月14日、集英社、撮影：Takeo Dec.）[23]
  - Gテレデジタル！「涼しい夏のつくりかた」（2025年1月31日、KADOKAWA）
  - 週プレ PHOTO BOOK「Like a movie.」（2025年3月3日、集英社、撮影：カノウリョウマ）[24]
  - YJ PHOTO BOOK「Full Throttle!」（2025年7月10日、集英社、撮影：市川秀明）

### ディスコグラフィ
- ソロ楽曲
  - 「僕はマグネット」（2018年11月23日、LIKE IT MUSIC） - Task have Fun 9thシングル「3colors」収録

- S.T.O名義シングル
  - 「CROSSROAD」（2020年8月25日、MUSIC@NOTE）

## 出演
※主にレギュラー・冠企画・特別出演のみ記載

### テレビ
- 東京アイドル戦線（2018年2月、テレビ東京）
- 月刊 アニ愛でるTV!Plus（2019年5月、Kawaiian TV）

### ラジオ
- かをる★のミュージックどん丼88.5（※旧79.2）（2017年10月 - 2020年4月、レインボータウンFM）

### 映画
- 短編映画「女バド!」（2023年9月公開、IROHA Films）
- 神様のサイコロ（2024年9月27日公開、キングレコード） - 本人 役

### ネット配信
- 里仲菜月 個人生配信（2017年8月1日から - SHOWROOM）
- 矢口真里の火曜 The NIGHT（2018年7月、 AbemaTV）
- インスタライブ「Task have Fun & Mr.都市伝説 関暁夫」（2019年10月7日、自由が丘セキルバーグカフェ）
- 里仲菜月の「ナツキバーグカフェ」 （毎週月曜日2020年3月9日 - 7月6日、YouTube LIVE）
  - 「新ナツキバーグカフェ」 （毎週水曜日2020年7月15日 - 、YouTube LIVE）
- 渋谷LOFT9アイドル倶楽部 vol.19（2021年1月21日、SHOWROOM）
- 猫舌SHOWROOM「豪の部屋」（2023年10月31日、SHOWROOM）

### CM・広告・イメージモデル
- スキマスイッチ「LINE」カバーモデル（2015年11月11日、アリオラジャパン）
- モバイル保険 webCM（2018年11月 - 、さくら少額短期保険株式会社）

（PR）
- ガラスガール「KITCHEN BIG MAN」（2022年7月）[25]

### 書籍
- アイドルフォトの撮り方 フレーミング編（2019年3月5日、誠文堂新光社、青山裕企）[26]
- 別冊 IDOL FILE「SUPPIN」（2018年3月9日、Rocks Entertainment）
- ポトレマガジン 2018 No.8（2018年7月27日、フォトジェニック） - 表紙
- IDOL FILE Vol.20「ELEGANCE」（2021年1月15日、Rocks Entertainment/シンコーミュージック）
- IDOL FILE Vol.24「LOLITA&GOTHIC」（2021年12月10日、Rocks Entertainment/シンコーミュージック）
- IDOL FILE Vol.32（2024年3月29日、Rocks Entertainment/シンコーミュージック）
- グラビアザテレビジョン vol.73（2024年7月31日、KADOKAWA） - 里仲菜月Amazon.co.jp限定版あり
- IDOL FILE Vol.33（2024年9月20日、Rocks Entertainment/シンコーミュージック）

### イベント
S.T.O名義
- シングル「CROSSROAD」オンラインリリースイベント（2020年8月25日、Space emo）
- @JAM ONLINE FESTIVAL 2020（2020年8月29日、Zepp DiverCity）